# Kenji
Kenji é um robô projetado pela Robotic Akimu, empresa ligada à Toshiba, e programado para simular emoções humanas.

## Caracteristicas
Kenji é um robô projetado para simular sentimentos humanos, ele possui caracteristicas humanoides e pesa 100kg, se locomove através de rodas e possui dois enormes braços hidráulicos.

## Desenvolvimento
Kenji começou a agir fora do normal, após passar várias horas por dia com uma pesquisadora estagiária da Akimu Toshiba Robotic Research Institute que testava seus sistemas e fazia o carregamento rotineiro do software. No fim do dia, Kenji tentou evitar que ela fosse embora, bloqueando a porta de passagem com seu corpo volumoso, e ficou exigindo abraços. A estagiária só conseguiu sair após ligar para dois funcionários do laboratório que o desativaram temporariamente.

## Referência
1. ↑  Wilson, Mark (5 de março de 2009). «Robot Programmed to Love Traps Woman in Lab, Hugs Her Repeatedly». Gizmodo. Consultado em 7 de Abril de 2012